# Precis
Precis (nomeadas, em inglês, Commodores) é um gênero de insetos contendo vistosas borboletas afrotropicais da família Nymphalidae e subfamília Nymphalinae, distribuídas pela África subsariana, incluindo Madagáscar, até o sul da Arábia; proposto por Jakob Hübner em 1819, com sua espécie-tipo, Precis octavia, caracterizada por sua extrema variação sazonal, ou polifenismo, também ocorrendo em outras espécies de maneira mais branda. Muitas espécies de Precis se assemelham a folhas secas de tons castanhos ou amarelados, em vista inferior (vide "borboleta-folha"), principalmente quando não estão na estação chuvosa do ano.

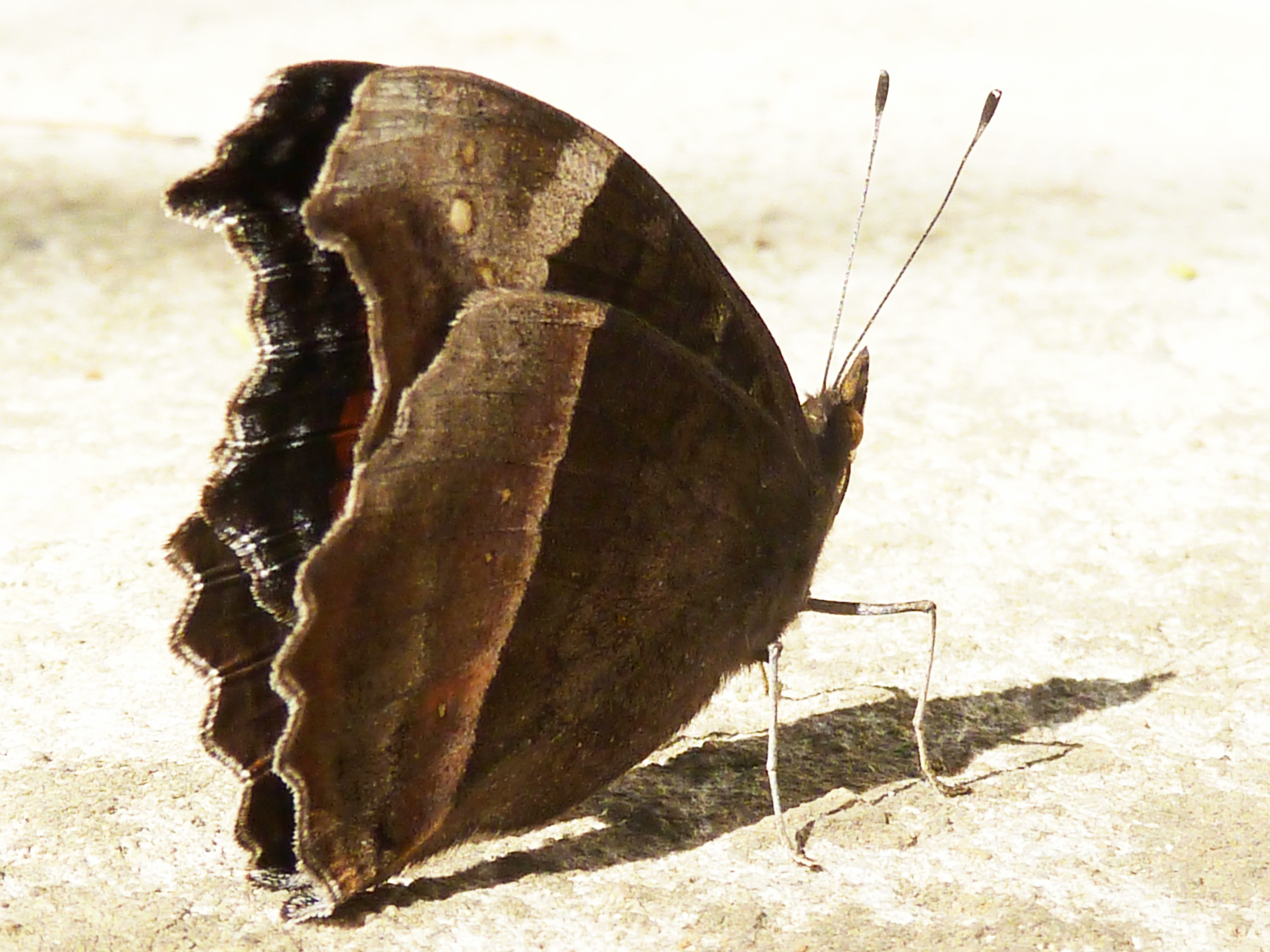
Fotografia de P. archesia, em Pretória, África do Sul, mostrando sua padronagem de "borboleta-folha" em vista inferior.
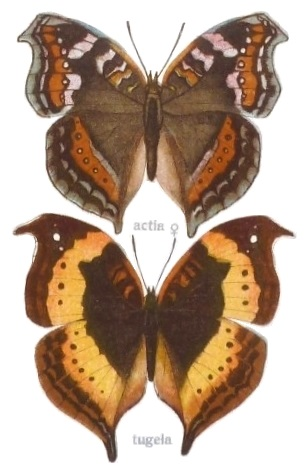
Duas borboletas do gênero Precis; acima a fêmea de P. actia, abaixo P. tugela. Ilustrações retiradas de Adalbert Seitz: Fauna Africana (1910).
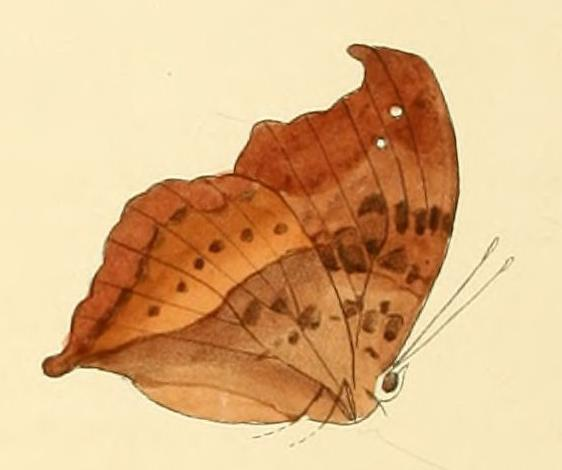
Ilustração (1856) da borboleta P. cuama, vista inferior, espécie com as asas em camuflagem críptica de folha[9]; retirada de Illustrations of new species of exotic butterflies. Volume II.
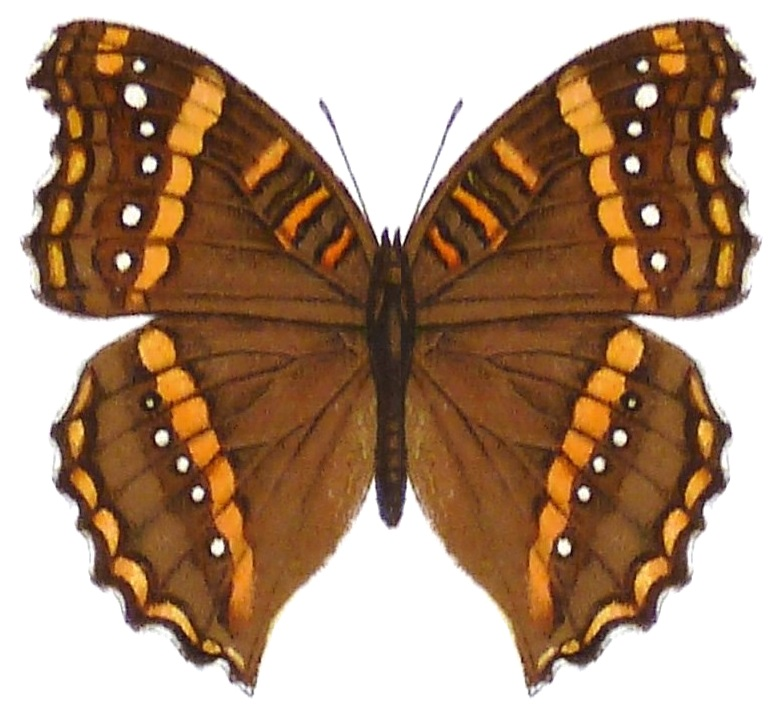
Ilustração de P. limnoria, vista superior; única espécie do gênero Precis distribuída até a Arábia, encontrada na África Oriental. Retirada de Adalbert Seitz: Fauna Africana (1910).
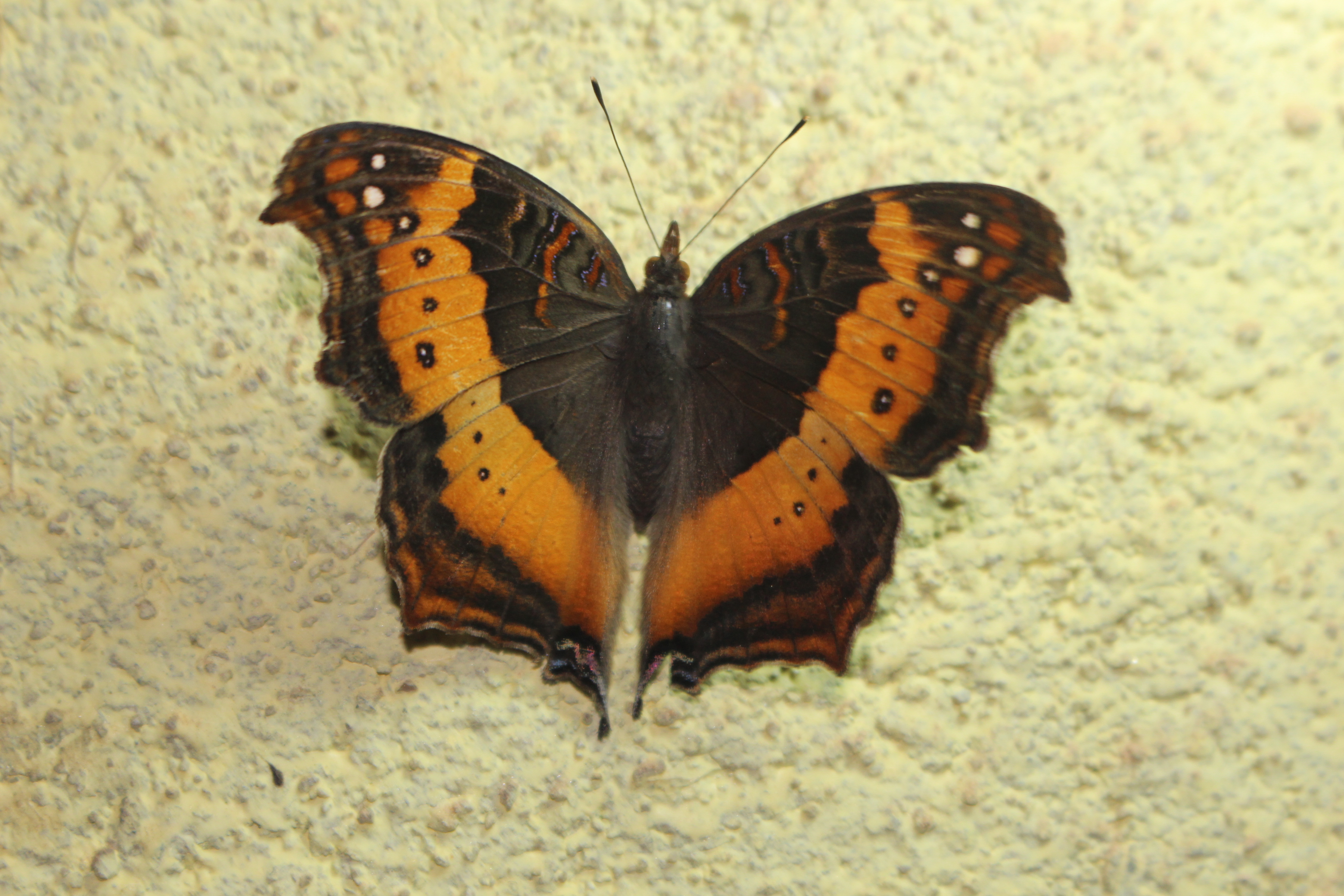
Vista superior da fêmea de P. andremiaja, uma das duas espécies de Precis nativas de Madagáscar.
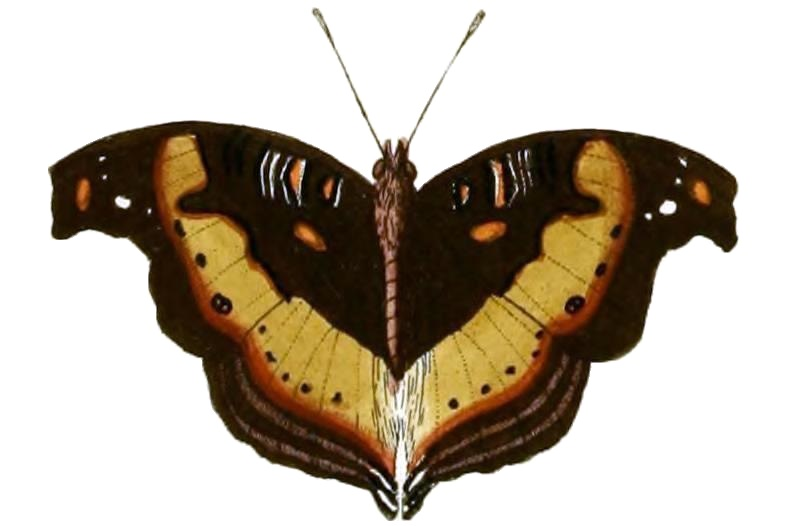
Ilustração (1779) de P. pelarga, uma espécie cujas formas de estação seca têm margens das asas mais onduladas e com camuflagem críptica.[7][10] Da obra De uitlandsche kapellen.

## Filogenia
O gênero Precis tem sido frequentemente tratado como congenérico de Junonia; no entanto Lesse, em 1952, mostrou que Junonia e Precis são bastante distintos com base nas genitálias masculinas e nas características das asas traseiras. Além disso, estudos moleculares confirmaram que ambos são gêneros distintos e não são nem mesmo irmãos.

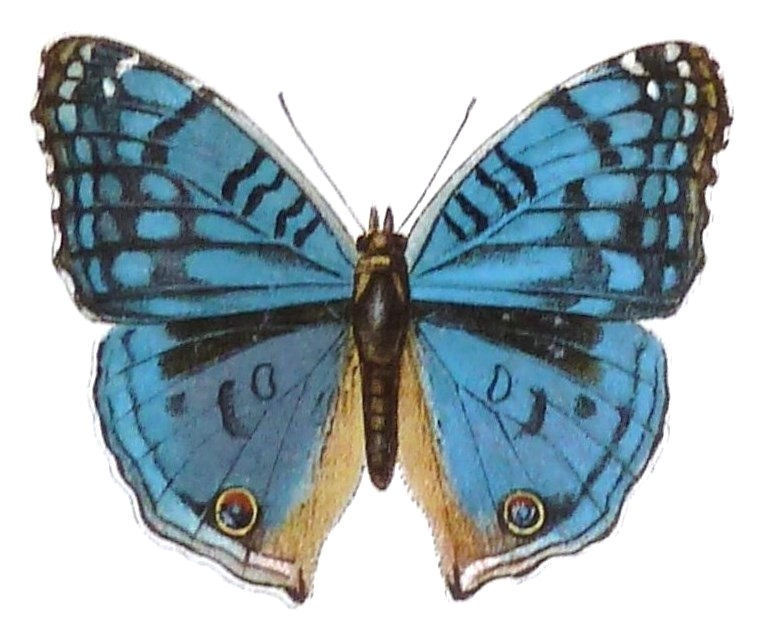
Ilustração da borboleta de Madagáscar Junonia rhadama (Boisduval, 1833), anteriormente colocada no gênero Precis.[13] Retirada de Adalbert Seitz: Fauna Africana (1910).
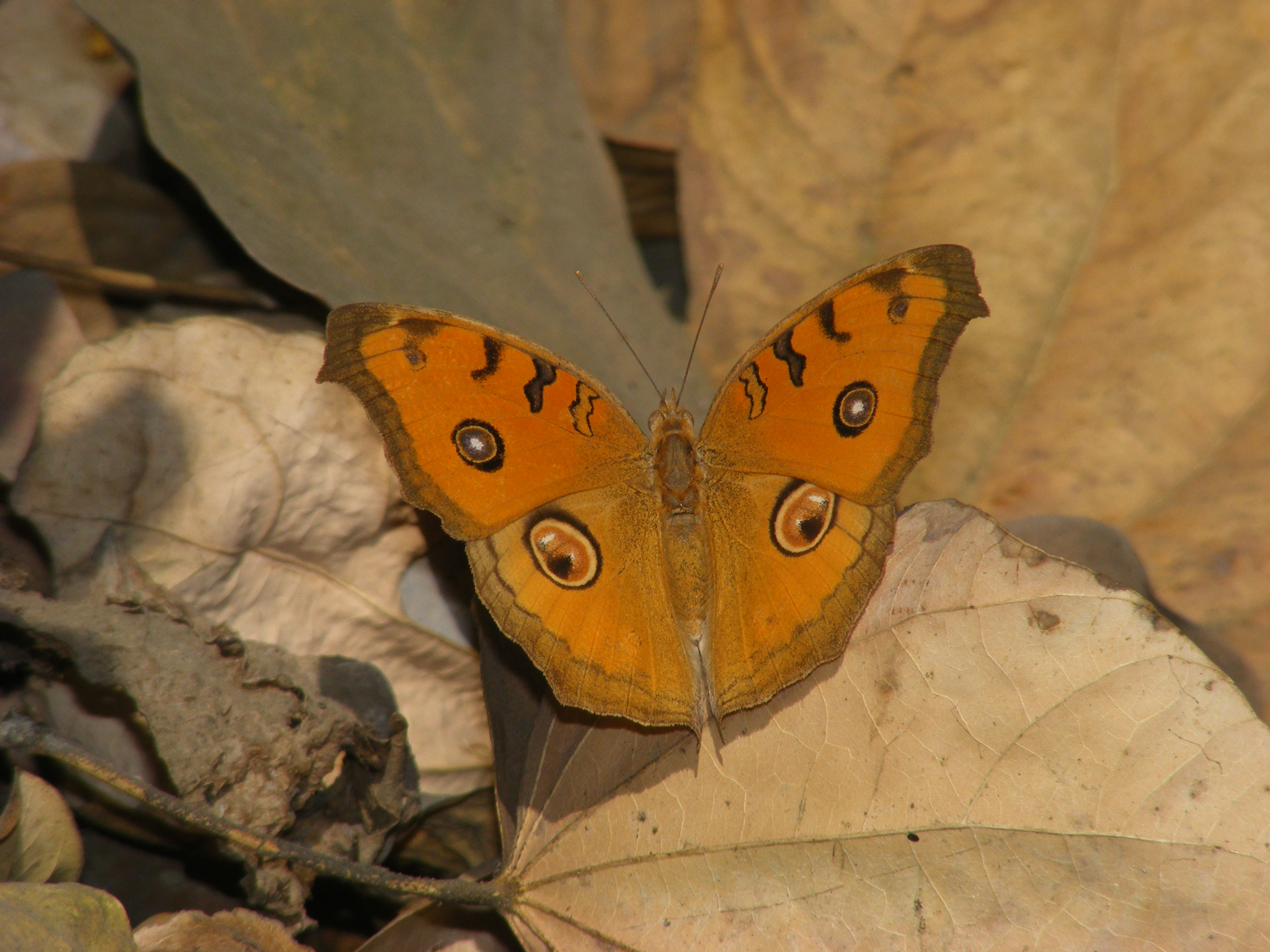
Fotografia da borboleta indo-malaia Junonia almana (Linnaeus, 1758), anteriormente colocada no gênero Precis.

## Espécies, catalogador e nomenclatura vernácula inglesa
Informações retiradas da página de Markku Savela.

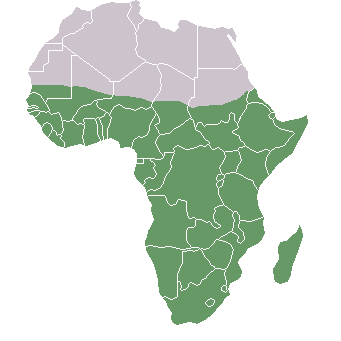
A África subsariana é o habitat da maioria das borboletas do gênero Precis.
A ilha de Madagáscar é o habitat de duas espécies do gênero Precis: Precis andremiaja e Precis eurodoce.[4]
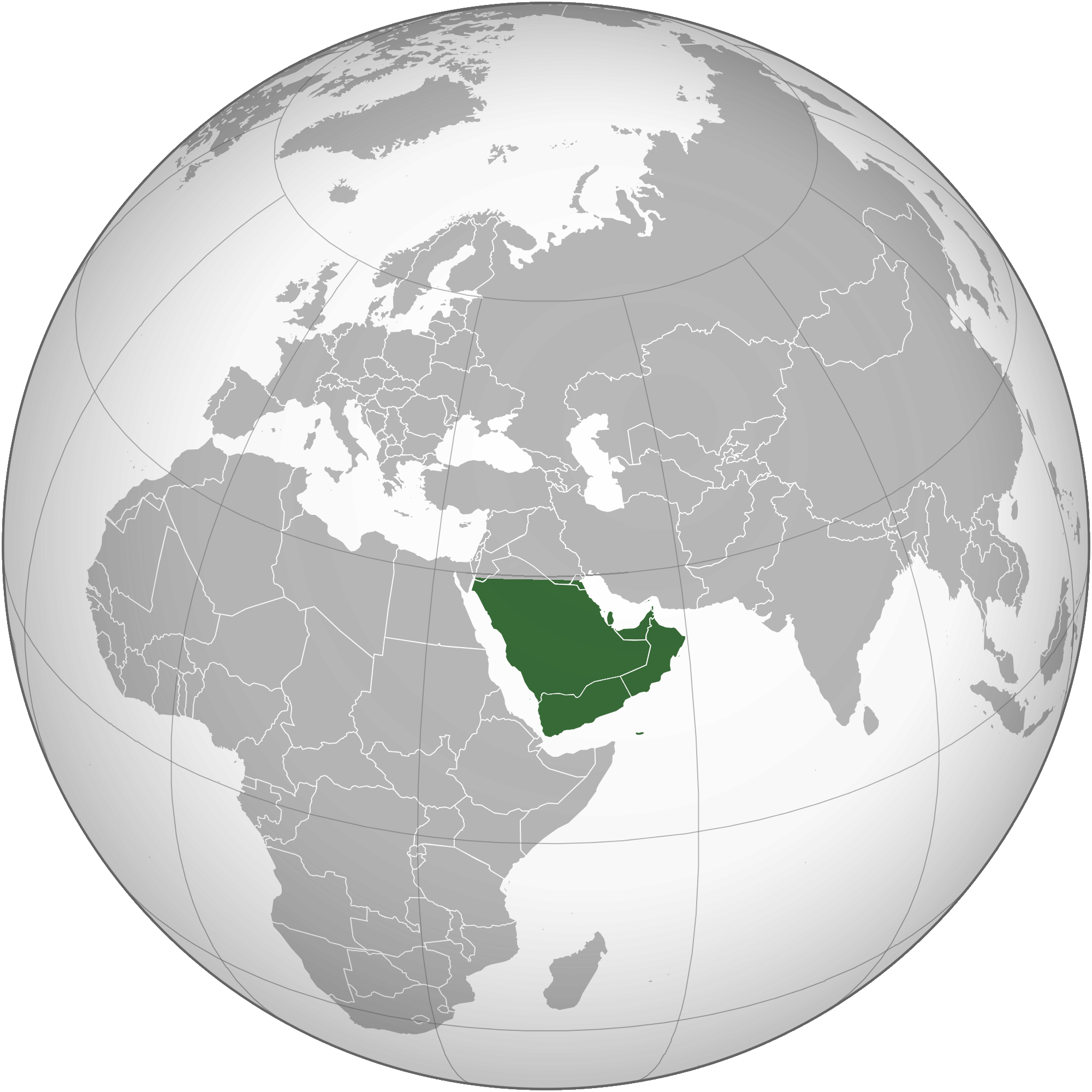
Uma espécie do gênero Precis voa ao sul da Arábia: Precis limnoria ssp. niveistictus.

- Precis actia Distant, 1880
- Precis amestris (Drury, 1782)
- Precis andremiaja Boisduval, 1833
- Precis antilope (Feisthamel, 1850) Darker Commodore
- Precis archesia (Cramer, [1779]) Garden Inspector
- Precis ceryne (Boisduval, 1847) Marsh Commodore
- Precis coelestina Dewitz, 1879
- Precis cuama (Hewitson, 1864)
- Precis eurodoce (Westwood, 1850)
- Precis frobeniusi Strand, 1909
- Precis limnoria (Klug, 1845) White-Spotted Commodore
- Precis milonia C. Felder & R. Felder, [1867]
- Precis octavia (Cramer, [1777]) Espécie-tipo: Gaudy Commodore
- Precis pelarga (Fabricius, 1775) Fashion Commodore
- Precis rauana (Grose-Smith, 1898)
- Precis sinuata Plötz, 1880
- Precis tugela Trimen, 1879 Eared Commodore